# Verwaltungsgemeinschaft Wiesengrund
Die Verwaltungsgemeinschaft Wiesengrund bestand bis zum 1. Januar 2005 im Landkreis Weißenfels in Sachsen-Anhalt.

## Mitgliedsgemeinden
Die VG Wiesengrund hatte die folgenden fünf Mitgliedsgemeinden:
- Dehlitz
- Granschütz
- Muschwitz
- Taucha
- Zorbau

## Geschichte
Die Verwaltungsgemeinschaft wurde am 1. Januar 2005 mit der ebenfalls aufgelösten Verwaltungsgemeinschaft Lützen zur neuen Verwaltungsgemeinschaft Lützen-Wiesengrund zusammengelegt.